# Associação Desportiva Jaraguá
Il Club Malwee/Jaraguá è una squadra brasiliana di calcio a 5 della città di Jaraguá do Sul, a nord di Santa Catarina.

## Storia
Fondata nel 1992, è la squadra della franchigia Associação Desportiva Jaraguá. All'inizio della sua attività ebbe come denominazione Breithaupt/FME, legato all'impresa regionale Breithaupt e alla Fundação Municipal de Esportes del proprio municipio. Dal 2001 il club è patrocinato dall'impresa tessile Malwee Malhas, che ha sede proprio a Jaraguá do Sul.
Il Club ha partecipato per la prima volta alla Liga Futsal nel 2001, giungendo all'ottavo posto. La costante crescita di rendimento la fece giungere per tre anni terza, infine vinse il campionato nel 2005. Nel 2006 ha perso la finale del campionato per mano del Carlos Barbosa.
A livello sudamericano il Malwee negli ultimi anni si è rivelato uno dei club più forti, vincendo sei edizioni del Torneo Sudamericano de Clubes de Futsal . Tuttavia la squadra di Jaraguá do Sul non ha trovato medesima fortuna a livello intercontinentale dove ha perso tutte e quattro le finali disputate, a favore degli spagnoli del Boomerang Interviú.

## Palmarès
- 4 Liga Futsal (2005, 2007, 2008, 2010)
- 6 Coppe del Brasile (2003, 2004, 2005, 2006, 2007, 2008)
- 6 Campionati Sudamericani (2004, 2005, 2006, 2007, 2008, 2009)